# Sim RPG Maker
Sim RPG Maker é um software desenvolvido para a criação de jogos em formato semelhante ao de Tactics Ogre (console SNES), cujo foco principal é a tática aplicada a um jogo de representação. O objetivo deste software é que, sem a necessidade de ter conhecimentos de linguagens de programação, qualquer usuário no mundo consiga criar seu próprio jogo nestes parâmetros.

## Versões, Plataformas e Tradução
A primeira versão desta ferramenta que foi desenvolvida para consoles Sega Saturn e Playstation e lançada em setembro de 1998, quatro meses após o lançamento sua versão mais popular, de PCs.
Este software foi inicialmente desenvolvido para PCs em plataforma Windows por uma empresa japonesa denominada ASCII, em Maio de 1998, mas também existe a versão para consoles Sega Saturn e Playstation, lançada em setembro do mesmo ano.
Após seu lançamento, uma tradução inicial do japonês para o inglês realizada por um grupo de russos, sendo o mais conhecido deles um que possui o apelido de "Don Miguel" (conhecido por traduzir o Rpg Maker 2000). No entanto, o tradutor principal deste software não foi o próprio; mas um outro integrante deste grupo que possui o apelido "Phoenix V2", o que sugere que tal tradução não tenha sido legal embora declarada como freeware em diversos sites.
Embora seu lançamento tenha ocorrido efetivamente em 1998, a versão traduzida deste software foi batizada como Sim RPG Maker 95. Sabe-se que após esta versão foi lançada outra versão, batizada de Sim RPG Maker 97 que consiste em uma versão mais atualizada do mesmo software que aparentemente a única atualização que sofreu foi a correção de diversos defeitos.
Algumas versões do mesmo foram traduzidas para o português, dentre elas a que mais se destaca é uma realizada por uma equipe, denominada "PowerFull BR Workforce", que inclusive disponibilizou sua tradução do Sim RPG Maker 97 para download em seu site.

## Popularidade
Embora relativamente conhecido por criadores de jogos em RPG Maker, esta versão não se tornou muito popular pois, embora não necessite de ter conhecimentos de linguagens de programação para desenvolvimento de jogos, o seu manuseio de recursos (imagens, quadros, músicas, etc.) é bastante complicado.
Outro fator relevante que talvez tenha levado a pouca popularidade deste programa é o fato de poucas são as ferramentas de auxílio para criação de jogos com este software, se é que existem. Além disso, embora as versões traduzidas deste Maker para o português sejam de boa qualidade, não existe ajuda formal que tenha sido traduzida; se é possível encontrar apenas escassos tutoriais em alguns sites e fóruns.
Ainda assim, existem alguns jogos criados por este software disponibilizados na Internet que são considerados capazes de gerar um bom entretenimento por muitas pessoas.